# Ober-Ense (Korbach)
Ober-Ense ist einer der kleinsten Stadtteile der Kreisstadt Korbach des nordhessischen Landkreises Waldeck-Frankenberg.

## Geographie
Der Ort liegt als ländlicher Erholungsort am Rande des Naturparks Diemelsee, zwischen den drei Talsperren (Diemel-, Eder- und Twistesee).

## Geschichte

### Ersterwähnung
Die älteste bekannte schriftliche Erwähnung von Ober-Ense erfolgte unter dem Namen in Aenesi in den Güterverzeichnissen des Klosters Corvey und wird in die Zeit 1016–1020 datiert.
Im Jahr 1306 erfolgte eine Erwähnung als Vorwerk von Korbach.

### Burg
Am südlichen Ortsrand befinden sich die Reste einer vor 1350 erbauten Burg, von der nur Teile der Mauer und zwei Ecktürme erhalten sind. Erbauer waren die Herren von Engern. Die Herren von Padberg verpfändeten die Burg 1410 an den Erzbischof Friedrich von Köln. Im Jahr 1471 erwarb der Edelherr Philipp von Grafschaft die Burg. Die Grafen von Waldeck duldeten keinen Besitz Kölns in ihrem Territorium und gelangten 1454, nach zahlreichen Fehden, in den Besitz der Burg.

### Hessische Gebietsreform
Im Zuge der Gebietsreform in Hessen wurde zum 31. Dezember 1970 die bis dahin selbständige Gemeinde Ober-Ense zusammen mit Nordenbeck und Nieder-Ense auf freiwilliger Basis in die Stadt Korbach eingemeindet. Die Gemeinde Ober-Ense hatte eine Gemarkungsfläche von 3,17 km². Für Ober-Ense, wie für alle eingegliederten ehemals eigenständigen Gemeinden von Korbach, wurden Ortsbezirke mit Ortsbeirat und Ortsvorsteher nach der Hessischen Gemeindeordnung gebildet.

### Verwaltungsgeschichte im Überblick
Die folgende Liste zeigt die Staaten, in denen Ober-Ense lag, und deren nachgeordnete Verwaltungseinheiten, denen es unterstand:
- um 1450: Heiliges Römisches Reich, Herren von Grafschaft
- bis 1712 Heiliges Römisches Reich, Grafschaft Waldeck, Amt Eisenberg
- ab 1712: Heiliges Römisches Reich, Fürstentum Waldeck, Amt Eisenberg
- ab 1806: Fürstentum Waldeck, Amt Eisenberg
- ab 1848: Fürstentum Waldeck-Pyrmont, Kreis des Eisenbergs
- ab 1867: Fürstentum Waldeck-Pyrmont (Akzessionsvertrag mit Preußen), Kreis des Eisenbergs
- ab 1871: Deutsches Reich, Fürstentum Waldeck-Pyrmont, Kreis des Eisenbergs
- ab 1919: Deutsches Reich, Freistaat Waldeck, Kreis des Eisenbergs
- ab 1929: Deutsches Reich, Freistaat Preußen, Provinz Hessen-Nassau, Regierungsbezirk Kassel, Kreis des Eisenbergs
- ab 1942: Deutsches Reich, Freistaat Preußen, Provinz Hessen-Nassau, Regierungsbezirk Kassel, Landkreis Waldeck
- ab 1944: Deutsches Reich, Freistaat Preußen, Provinz Kurhessen, Landkreis Waldeck
- ab 1945: Deutsches Reich, Amerikanische Besatzungszone, Groß-Hessen, Regierungsbezirk Kassel, Landkreis Waldeck
- ab 1946: Deutsches Reich, Amerikanische Besatzungszone, Hessen, Regierungsbezirk Kassel, Landkreis Waldeck
- ab 1949: Bundesrepublik Deutschland, Hessen, Regierungsbezirk Kassel, Landkreis Waldeck
- ab 1971: Bundesrepublik Deutschland, Hessen, Regierungsbezirk Kassel, Landkreis Waldeck, Stadt Korbach
- ab 1974: Bundesrepublik Deutschland, Hessen, Regierungsbezirk Kassel, Landkreis Waldeck-Frankenberg, Stadt Korbach

## Bevölkerung

### Einwohnerstruktur 2011
Nach den Erhebungen des Zensus 2011 lebten am Stichtag dem 9. Mai 2011 in Ober-Ense 210 Einwohner. Darunter waren 3 (1,4 %) Ausländer. Nach dem Lebensalter waren 42 Einwohner unter 18 Jahren, 90 zwischen 18 und 49, 42 zwischen 50 und 64 und 33 Einwohner waren älter. Die Einwohner lebten in 87 Haushalten. Davon waren 30 Singlehaushalte, 18 Paare ohne Kinder und 30 Paare mit Kindern, sowie 9 Alleinerziehende und keine Wohngemeinschaften. In 18 Haushalten lebten ausschließlich Senioren und in 57 Haushaltungen leben keine Senioren.

### Einwohnerentwicklung
| Quelle: Historisches Ortslexikon |                          |
| • 1620:                          | 19 Häuser                |
| • 1650:                          | 12 Häuser                |
| • 1738:                          | 20 Häuser                |
| • 1770:                          | 23 Häuser, 156 Einwohner |

| Ober-Ense: Einwohnerzahlen von 1770 bis 2020 | Ober-Ense: Einwohnerzahlen von 1770 bis 2020 | Ober-Ense: Einwohnerzahlen von 1770 bis 2020 | Ober-Ense: Einwohnerzahlen von 1770 bis 2020 | Ober-Ense: Einwohnerzahlen von 1770 bis 2020 |
| --- | -------------------------------------------- | -------------------------------------------- | -------------------------------------------- | -------------------------------------------- |
| Jahr |                                              |                                              |                                              | Einwohner                                    |
| 1770 | 1770                                         |                                              | 156                                          | 156                                          |
| 1800 | 1800                                         |                                              | ?                                            | ?                                            |
| 1834 | 1834                                         |                                              | 183                                          | 183                                          |
| 1840 | 1840                                         |                                              | 199                                          | 199                                          |
| 1846 | 1846                                         |                                              | 222                                          | 222                                          |
| 1852 | 1852                                         |                                              | 201                                          | 201                                          |
| 1858 | 1858                                         |                                              | 167                                          | 167                                          |
| 1864 | 1864                                         |                                              | 167                                          | 167                                          |
| 1871 | 1871                                         |                                              | 183                                          | 183                                          |
| 1875 | 1875                                         |                                              | 171                                          | 171                                          |
| 1885 | 1885                                         |                                              | 159                                          | 159                                          |
| 1895 | 1895                                         |                                              | 158                                          | 158                                          |
| 1905 | 1905                                         |                                              | 162                                          | 162                                          |
| 1910 | 1910                                         |                                              | 169                                          | 169                                          |
| 1925 | 1925                                         |                                              | 173                                          | 173                                          |
| 1939 | 1939                                         |                                              | 173                                          | 173                                          |
| 1946 | 1946                                         |                                              | 258                                          | 258                                          |
| 1950 | 1950                                         |                                              | 218                                          | 218                                          |
| 1956 | 1956                                         |                                              | 225                                          | 225                                          |
| 1961 | 1961                                         |                                              | 229                                          | 229                                          |
| 1967 | 1967                                         |                                              | 198                                          | 198                                          |
| 1971 | 1971                                         |                                              | 220                                          | 220                                          |
| 1980 | 1980                                         |                                              | 211                                          | 211                                          |
| 1990 | 1990                                         |                                              | 221                                          | 221                                          |
| 1995 | 1995                                         |                                              | 233                                          | 233                                          |
| 2000 | 2000                                         |                                              | 230                                          | 230                                          |
| 2005 | 2005                                         |                                              | 217                                          | 217                                          |
| 2010 | 2010                                         |                                              | 214                                          | 214                                          |
| 2011 | 2011                                         |                                              | 210                                          | 210                                          |
| 2015 | 2015                                         |                                              | 191                                          | 191                                          |
| 2020 | 2020                                         |                                              | 186                                          | 186                                          |
| Datenquelle: Historisches Gemeindeverzeichnis für Hessen: Die Bevölkerung der Gemeinden 1834 bis 1967. Wiesbaden: Hessisches Statistisches Landesamt, 1968. Weitere Quellen: ; Zensus 2011 |                                              |                                              |                                              |                                              |

## Religion
Die älteste bekannte Erwähnung einer Kapelle erfolgte im Jahr 1585, als diese in einem Visitationsprotokoll als baufällig bezeichnet wurde. Im 18. Jahrhundert war diese Kapelle nicht mehr vorhanden.
Ober-Ense gehörte bis 1950 zum Kirchspiel Nieder-Ense, danach war der Ort eine Filialgemeinde von Nieder-Ense. Seit 1980 ist Ober-Ense Teil des Kirchspiels „Nieder-Ense und Eppe“.
Die Grafschaft Waldeck führte ab 1526 in ihrem Gebiet die Reformation ein.
Da der Ort zum Kirchspiel Nieder-Ense gehörte, erfolgte die Einführung der Reformation vermutlich unter dem Nieder-Enser Pfarrer Dietrich Hecker nach 1541.
Im Jahr 1885 waren alle 158 Einwohnern von  Ober-Ense evangelisch. 1961 wurden 217 evangelische  (94,8 %) und 12 katholische (5,2 %) Christen gezählt.